# Occamova britva
Occamova britva je princip koji se povezuje s engleskim franjevačkim svećenikom Williamom Occamom. 
U svom najjednostavnijem obliku, Occamova britva govori da količina pretpostavki treba biti što je moguće manja. U svakodnevnom jeziku, glasila bi
"Ako imate dvije teorije koje predviđaju isto, odaberite jednostavniju."
Na primjer, uzrok za izgoreno stablo može biti udar groma ili je netko mogao upotrijebiti stroj za paljenje gornjih grana drveta, te zatim posaditi travu da prikrije tragove dovoženja stroja do drveta. Prema Ockhamovoj britvi, udar groma je bolje objašnjenje jer zahtijeva manje pretpostavki.